# فريد الجابري
فريد الجابري (15 يوليو 1962 -) هو ممثل قطري بدأ حياته الفنية في أواخر الثمانينيات واشترك في العديد من الأعمال في التلفزيون وعلى خشبة المسرح. من أشهر أعماله مسلسلات أيام العمر (1991) وعفوًا سيدي الوالد (1994) وحتى إشعار آخر (1997) وآخر العنقود (1993).

## أعماله

### المسرحيات
- 1990: الكوكب المقلوب
- 1991: مفلح في المريخ
- 1993: حبوب الحبوب
- 1995: ياسمينة والسندباد
- 1995: رسائل أبو أحمد الحويلي
- 1995: قرية الزهور
- 1998: رأس المملوك جابر

### المسلسلات التلفزيونية
- 1989: صرخة ندم
- 1989: 29 سالفة وسالفة
- 1990: البيت الكبير
- 1991: أيام العمر
- 1993: آخر العنقود
- 1994: عفوا سيدي الوالد
- 1996: بيت المغتني
- 1996: نأسف لهذا الخلل
- 1997: حتى آشعار أخر
- 1999: أحلام البسطاء
- 1999: السدرة